# 云冈区
云冈区是中国山西省大同市所辖的一个市辖区。2018年2月9日，国务院批复大同市部分行政区划调整，同意设立大同市云冈区，以原城区的西花园街道、老平旺街道，原南郊区的高山镇、云冈镇、口泉乡、平旺乡、西韩岭乡、雅儿崖乡，原矿区的行政区域为云冈区的行政区域，云冈区人民政府驻口泉乡五一街106号。

## 行政区划
云冈区下辖21个街道办事处、2个镇、4个乡：
新胜街道、新平旺街道、新泉路街道、民胜街道、口泉街道、平泉路街道、和顺街道、和瑞街道、平盛路街道、清泉街街道、西花园街道、老平旺街道、新文街道、和旺街道、玉龙街道、云武街道、云燕街道、玉泉街道、平德街道、平喜街道、平源街道、高山镇、云冈镇、口泉乡、西韩岭乡、平旺乡和鸦儿崖乡。

## 人口
根據第七次人口普查統計數據，截至2020年11月1日零時，雲岡區常住人口為684753人。